# Eucereon ruficollis
Eucereon ruficollis är en fjärilsart som beskrevs av Percy I. Lathy 1899. Eucereon ruficollis ingår i släktet Eucereon och familjen björnspinnare. Inga underarter finns listade i Catalogue of Life.